# サンタ・マリア・マッジョーレ大聖堂
座標: 北緯41度53分51秒 東経12度29分55秒 / 北緯41.89750度 東経12.49861度

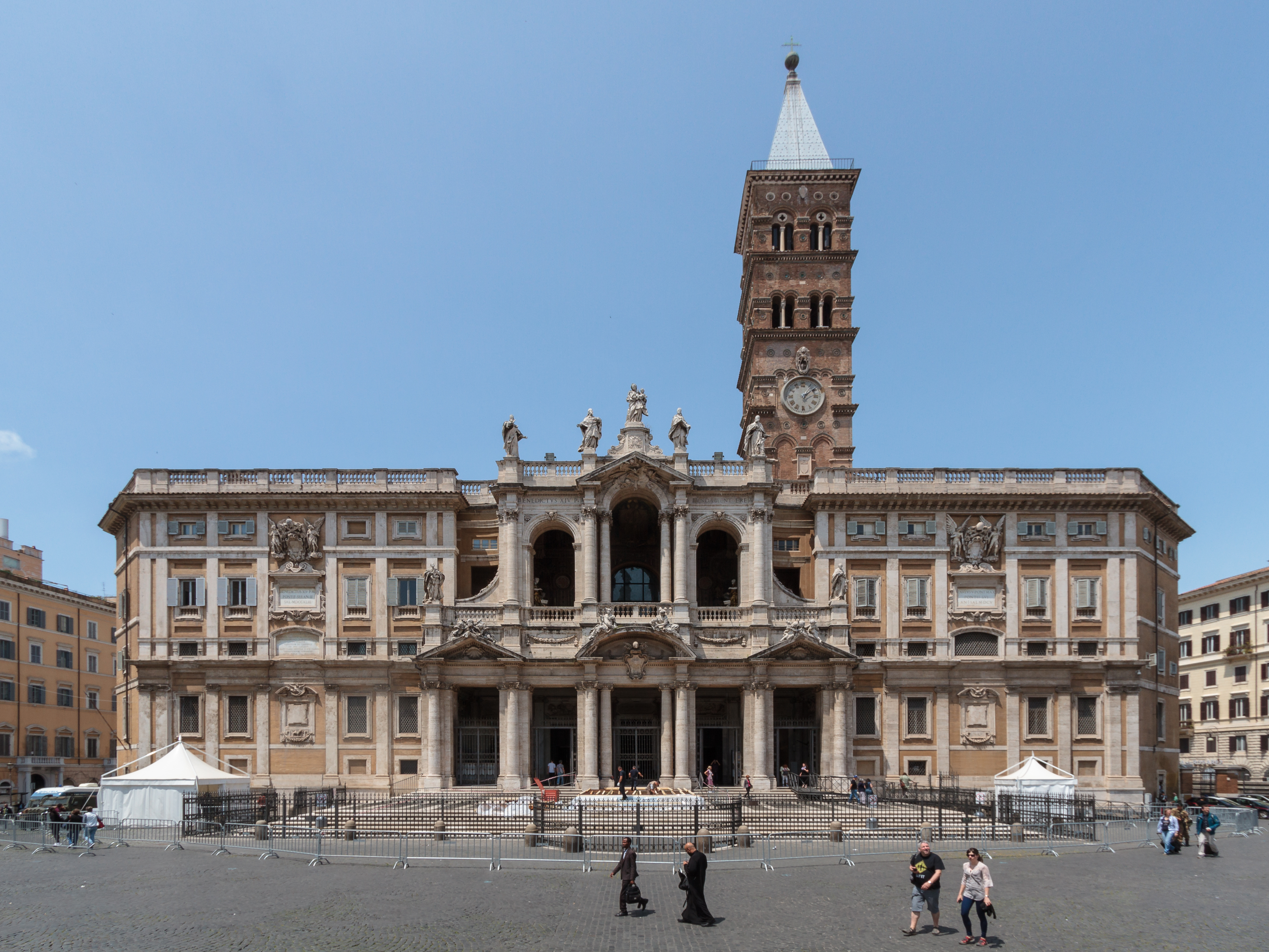
サンタ・マリア・マッジョーレ大聖堂

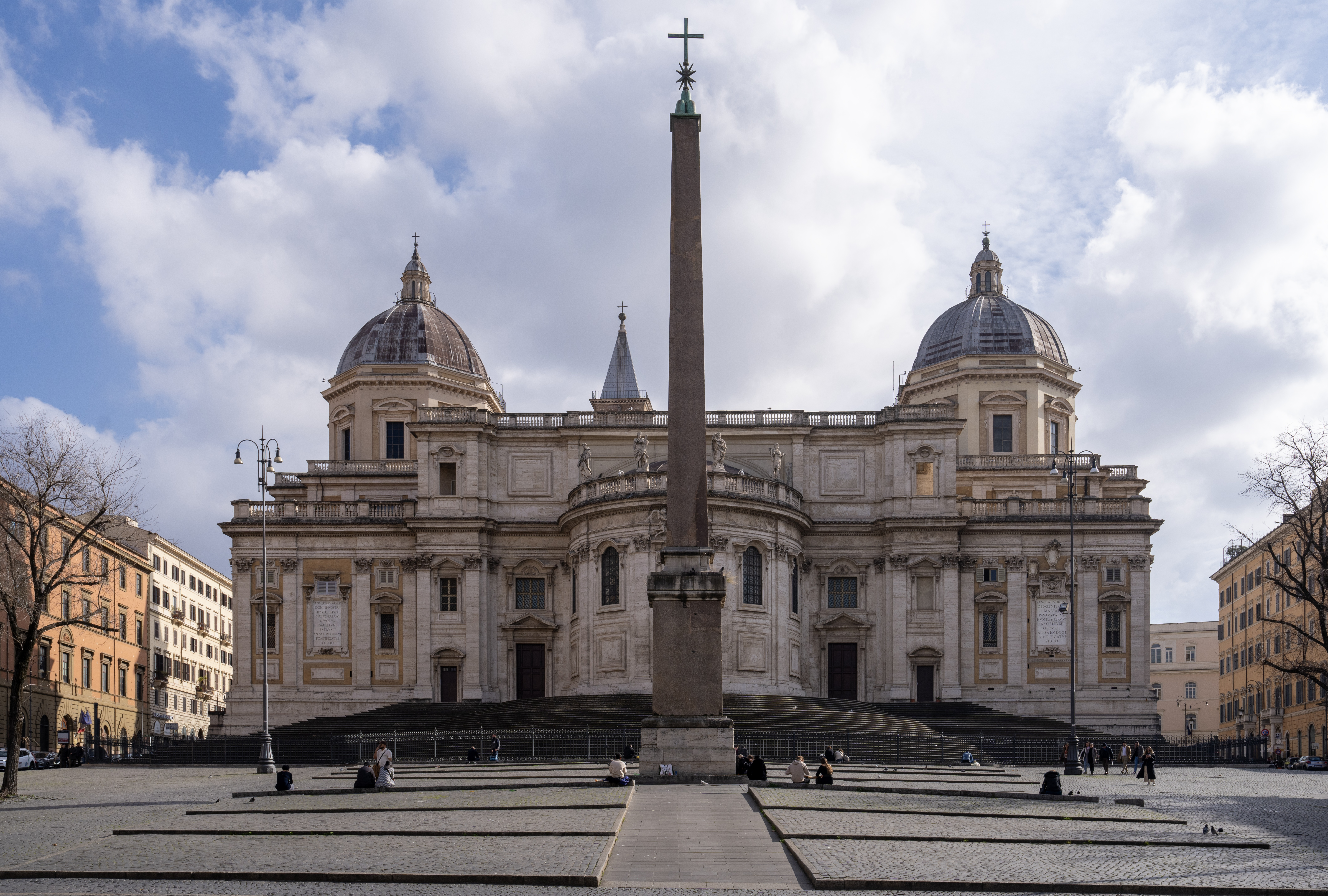
サンタ・マリア・マッジョーレ大聖堂(裏側)

サンタ・マリア・マッジョーレ大聖堂（サンタ・マリア・マッジョーレだいせいどう、“Basilica di Santa Maria Maggiore”）はイタリア、ローマにあるカトリック教会の聖堂。「偉大なる聖母マリアにささげられた聖堂」の意で、教皇が建築させたローマの四大バシリカ（古代ローマ様式の聖堂）の一つに数えられる。四大バシリカとはこのサンタ・マリア・マッジョーレ大聖堂とサン・ピエトロ大聖堂、サン・ジョバンニ・イン・ラテラノ大聖堂、サン・パオロ・フオーリ・レ・ムーラ大聖堂（城壁外の聖パウロ大聖堂）である。さらにサン・ロレンツォ・フオーリ・レ・ムーラ大聖堂（城壁外の聖ラウレンティウス大聖堂）を加えて五大バジリカと呼ぶこともある。

## 歴史

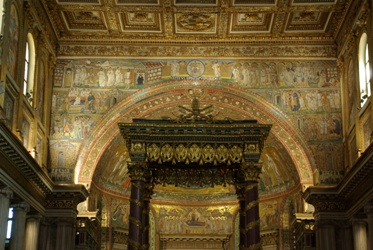
内部

サンタ・マリア・マッジョーレ大聖堂は古代キュベレ神の神殿があった場所に築かれた。数回にわたる改修と1348年の地震に伴う崩壊の危機を乗り越え、ローマのバシリカ様式の聖堂では唯一原構造を残している貴重な建築物である。
「サンタ・マリア・マッジョーレ」（聖母マリアの聖堂）という名称には二つの意味がある。一つは世界の聖堂の中でも特に重要な教会、まさに母なる教会であるということ。第二にカトリック信仰において古代より尊重されてきた聖母マリアへの崇敬を表す聖堂であるということである。世界中に聖母マリアにささげられた聖堂があるが、その中で最大のものがサンタ・マリア・マッジョーレ大聖堂である。
アヴィニョン捕囚からローマ教皇がローマに戻ったあと、ラテラノ大聖堂が荒れ果てていたため、一時的にサンタ・マリア・マッジョーレ大聖堂が教皇宮殿として用いられていた。後にバチカンに教皇宮殿がつくられ、教皇はそこに移って現代に至っている。
1929年に結ばれたラテラノ条約のとりきめによって、イタリア政府は、バチカン市国外であってもサンタ・マリア・マッジョーレ大聖堂におけるバチカンの特別な権利を認めている。
2025年、教皇フランシスコがサンタ・マリア・マッジョーレ大聖堂の側廊にある大理石の墓に埋葬された。